# Chibchacris carrikeri
Chibchacris carrikeri är en insektsart som beskrevs av Roberts 1937. Chibchacris carrikeri ingår i släktet Chibchacris och familjen gräshoppor. Inga underarter finns listade i Catalogue of Life.